# Mercury-Atlas 9
La missione Mercury-Atlas 9 (MA-9) fu l'ultimo volo nello spazio equipaggiato nel corso del programma Mercury degli Stati Uniti d'America, nonché l'ultimo volo nella storia della NASA con un solo astronauta, Gordon Cooper.

## L'equipaggio
| Grado  | Astronauta           |
| ------ | -------------------- |
| Pilota | L. Gordon Cooper, Jr |

Il 13 novembre 1962, poco dopo la conclusione con successo della missione Mercury-Atlas 8, la NASA diede l'annuncio ufficiale che il successivo ed ultimo volo del programma Mercury sarebbe spettato a Gordon Cooper. Così anche l'ultimo astronauta del primo gruppo rimasto in attesa della sua prima missione nello spazio ricevette la sua occasione. Infatti cinque dei sette astronauti del Mercury avevano già eseguito una loro missione, mentre per il settimo, Deke Slayton, era stata attestata l'inidoneità di volo a causa di problemi al cuore.

### Equipaggio di riserva
| Grado  | Astronauta          |
| ------ | ------------------- |
| Pilota | Alan B. Shepard, Jr |

Alan Shepard, primo americano nello spazio con il volo balistico Mercury-Redstone 3 eseguito il 5 maggio 1961 venne nominato pilota di riserva per questa missione.

### Assistenti di volo
- Chris Kraft
- John Hodge

## Preparazione
Il programma di volo prevedeva una durata della missione alquanto maggiore delle precedenti, tanto che si dovette nuovamente perfezionare ed adattare diversi sistemi della capsula Mercury. Vennero previste quattro differenti capsule Mercury, rispettivamente con i numeri di serie 12, 15, 17 e 20.
Infine la capsula con il numero di serie 20 corrispondeva alle esigenze della missione. Tale capsula era stata consegnata a Cape Canaveral il 9 ottobre 1962 ma venne comunque adattata mediante piccole ulteriori modifiche. Il razzo vettore del tipo Atlas venne fornito il 30 gennaio 1963 ma non superò i severi controlli di qualità eseguiti dalla NASA, tanto che venne rimandato al produttore. Rimediati i difetti contestati, finalmente superò i controlli il 15 marzo. Solo pochi giorni più tardi, il 21 marzo, il razzo vettore venne assemblato sulla rampa di lancio ed un mese più tardi, il 2 aprile 1963 la capsula Mercury fu montata in punta al razzo vettore.

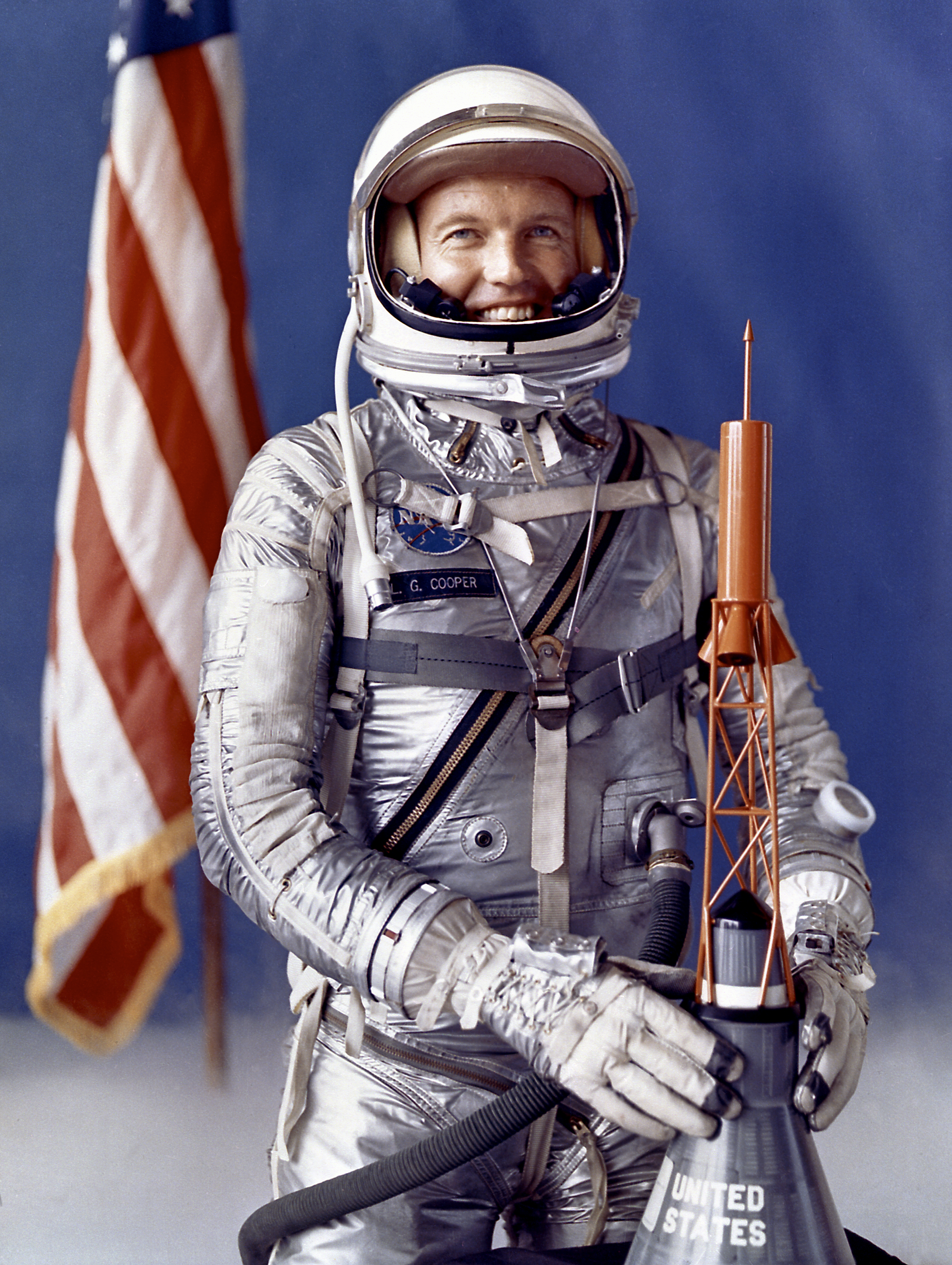
LeRoy Gordon Cooper

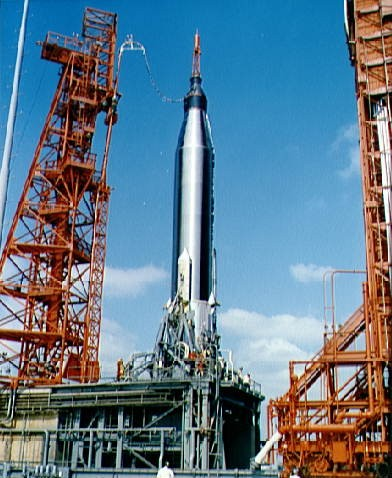
Preparazione al lancio

Siccome nella capsula furono previsti maggiori riserve d'acqua, di carburante e di ossigeno, ovviamente il peso della capsula stessa aumentò. Si cercò di bilanciare tale fatto eliminando diversi apparecchi tecnici che si erano dimostrati abbastanza inutili durante le precedenti missioni. Fra questi spicca il periscopio che in precedenza non poté mai essere utilizzato e pertanto comportava esclusivamente un peso inutile.

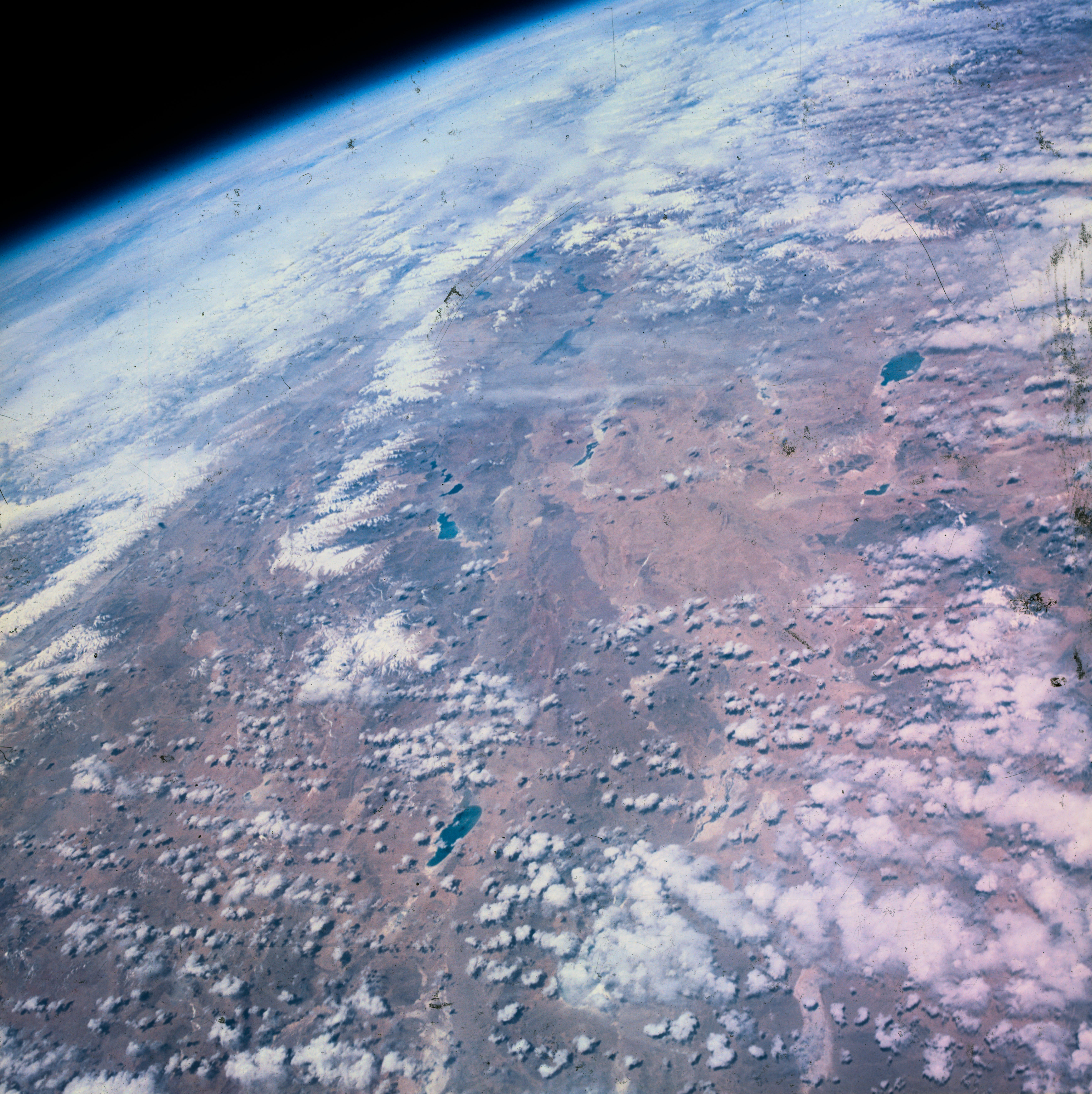
Il Tibet in un'immagine scattata da Cooper

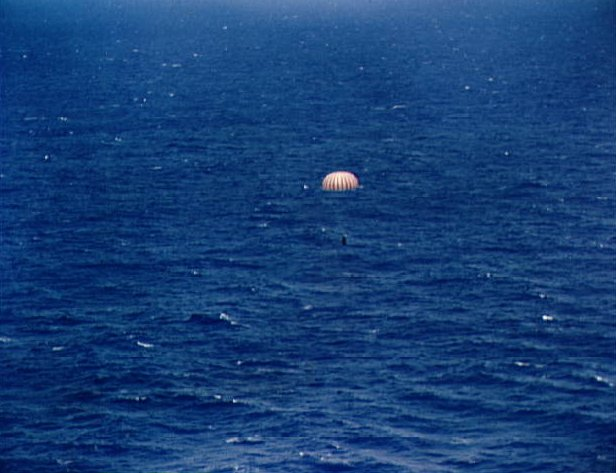
L'ammaraggio nel pacifico

Una novità a bordo fu un'apposita telecamera in grado di registrare ed inviare due immagini al secondo. Gli appositi ricevitori furono montati su tre delle stazioni di controllo a terra. Pure la tuta spaziale di Cooper fu frutto del perfezionamento eseguito sulle tute delle precedenti missioni.
Considerando che la Terra continua a girare su sé stessa mentre la missione MA-9 proseguiva sulla sua traiettoria, si calcolò che la capsula Mercury avrebbe sorvolato tutta la superficie terrestre tra il 33-esimo parallelo dell'emisfero del Nord ed il 33-esimo parallelo dell'emisfero del Sud. Per questo motivo furono necessari molte stazioni di collegamento via radio in più, nonché ovviamente ulteriori flotte ed equipaggi di recupero.
Come da tradizione spettò all'astronauta scegliere il nominativo della capsula. Cooper scelse Faith 7 (Faith=fede), per simboleggiare la sua "fede in Dio, nella sua patria e nei suoi compagni di squadra".
Il lancio fu programmato per il 14 maggio. Dato che una stazione radar posizionata sulle Isole Bermude ebbe dei problemi e in un secondo momento anche un motore Diesel della torre di lancio smise di funzionare, si accumulò un ritardo tale da dover rimandare il lancio al giorno successivo.

## La missione
Mercury-Atlas 9 con la capsula spaziale Faith 7 venne lanciata il 15 maggio 1963 e poco dopo raggiunse un'orbita ellittica intorno alla Terra con un perigeo di 163 km ed un apogeo di 265 km. A quest'altezza, la forza d'attrito dell'atmosfera terrestre è talmente bassa, che si poté immediatamente mirare ad una durata di volo di un minimo di 24 ore.
Durante il volo Cooper eseguì ben undici esperimenti di carattere scientifico. Fra questi spiccò il lancio di una boa spaziale, del diametro di 15 centimetri. Mediante l'ausilio del segnale luminoso lampeggiante della boa spaziale stessa, venne tentato di misurare la visibilità di altri oggetti e corpi volanti. Fu la prima volta che un satellite artificiale era stato messo nello spazio direttamente da una capsula spaziale.
Gordon Cooper fu inoltre il primo astronauta americano a dormire nell'orbita intorno alla Terra. Già durante la fase d'attesa sulla rampa di lancio si era addormentato brevemente per più volte. Nello stadio di assenza di forza di gravità comunque dovette fare attenzione, durante le sue dormite, a non azionare involontariamente interruttori o leve con le sue braccia penzolanti.
Cooper segnalò che dalla sua traiettoria era in grado di vedere oggetti relativamente piccoli sulla superficie terrestre, come autocarri o case. Le condizioni di luce dovevano comunque essere ottimali e il contrasto molto alto. Continuò nel dichiarare che era in grado di vedere dalle colonne di fumo la direzione del vento e addirittura di stimarne la velocità.
Verso la fine del volo più sistemi della capsula smisero di funzionare correttamente, tanto che Cooper dovette avviare il procedimento di rientro nell'atmosfera terrestre manualmente. In tale operazione venne particolarmente sostenuto dal radiofonista di contatto con la capsula, il primo astronauta americano in orbita intorno alla Terra con la Friendship 7 John Herschel Glenn. Faith 7 atterrò in mare nelle vicinanze delle Isole Midway, nell'Oceano Pacifico. La capsula con Cooper ancora a bordo venne recuperata dalla portaerei USS Kearsage, la nave che già aveva recuperato Walter Schirra al rientro della sua missione Sigma 7.

## Importanza per il programma Mercury
MA-9 fu l'ultimo volo nel corso del programma Mercury e significò una fine spettacolare. Infatti gli obiettivi originali del programma non solo erano stati raggiunti ma ampiamente superati. La NASA iniziò dunque a concentrarsi esclusivamente all'elaborazione delle capsule per il programma Gemini, concepite per portare contemporaneamente due astronauti nello spazio ed in grado di essere manovrate e pilotate. Inoltre il programma Gemini prevedeva manovre rendezvous, di aggancio durante l'orbita intorno alla Terra nonché attività extraveicolari-Extra-Vehicular-Activity degli astronauti stessi. Tutte queste manovre non erano possibili con le capsula Mercury dal punto di vista tecnico.
Siccome si dovette comunque ancora attendere a lungo per il primo lancio del programma Gemini, venne considerata un'ulteriore missione della capsula Mercury – questa volta estendendo la durata della missione ad un massimo di tre giorni. Con questo tentativo si pensava di ottenere importanti risultati per futuri voli di lunga durata. Inoltre la capsula Mercury con il numero di serie 15-B risultava essere ancora disponibile e con Alan Shepard e Gordon Cooper sarebbero stati disponibili due astronauti non ancora talmente inseriti nel programma Gemini da non essere più sostituibili. Pure il ministero della difesa aveva assicurato di contribuire con navi ed aerei per garantire la comunicazione via radio ed il recupero della capsula e dell'astronauta.
Shepard, che con ragione aveva grandi speranze di poter eseguire una missione in orbita (la sua prima missione infatti fu un semplice volo balistico suborbitale), aveva già fatto dipingere il nome Freedom 7 II sull'esterno della capsula, però il 12 giugno 1963 il direttore della NASA James E. Webb confermò davanti ai deputati del Senato degli Stati Uniti d'America, che non sarebbero state eseguite ulteriori missioni con capsule Mercury. I fondi finanziari e le forze di lavoro poterono dunque essere concentrati esclusivamente per il programma Gemini, che già si trovava in ritardo sui piani e programmi originari.
Ad ottobre 1963 Alan Shepard venne cancellato dalla lista degli astronauti attivi a causa di problemi di salute e così un'eventuale ulteriore missione Mercury sarebbe stata esclusivamente possibile con l'astronauta Gordon Cooper, dato che tutti i rimanenti astronauti erano già passati al programma Gemini.

## Altri dati
- Velocità massima raggiunta: 28.239 km/h
- Accelerazione raggiunta: 7,6 g (75 m/s²)